# 橡实蜗牛
橡实蜗牛（学名：Coniglobus sphaeroconus），是柄眼目坚齿螺科栗蜗牛属的一种。主要分布于台湾，常栖息在阔叶林的落叶堆中。